# Genevrières
Genevrières település Franciaországban, Haute-Marne megyében. Lakosainak száma 124 fő (2022. január 1.). Genevrières Belmont, Champsevraine, Gilley, Poinson-lès-Fayl, Pressigny, Savigny és Tornay községekkel határos.

## Népesség
A település népességének változása:
| Lakosok száma | 271  | 209  | 182  | 158  | 138  | 135  | 132  | 131  | 129  | 124  |
|               | 1968 | 1982 | 1990 | 2006 | 2013 | 2015 | 2017 | 2019 | 2020 | 2022 |